# طواف النرويج 2021
طواف النرويج 2021 (بالنرويجية: Tour of Norway 2021) هو سباق دراجات هوائية، وهو الموسم رقم 10 من طواف النرويج، وأقيم خلال الفترة 19 أغسطس 2021، وحتى 22 أغسطس 2021، وهو أحد سباقات سلسلة سباقات الاتحاد الدولي للدراجات للمحترفين 2021، وشارك فيه 113 متسابقاً ووصل إلى نهايته 104 متسابقاً.
فاز بالمركز الأول إيثان هايتر، وبالمركز الثاني Ide Schelling ‏، وبالمركز الثالث مايك تيونسين، وفاز مايك تيونسين في ترتيب النقاط، وكان الفائز حسب النقاط للشباب ماتياس سكجلموس جنسن، وكان الفائز في تصنيف الجبال Anthon Charmig ‏، وفاز أونو اكس برو سايكلنج تيم في ترتيب الفرق.

## الفرق
| فرق عالمية (7)- Bora-Hansgrohe - Ineos Grenadiers - Jumbo-Visma - Lotto Soudal - Team DSM - Trek-Segafredo - UAE Team Emirates فرق برو (2)- سبورت فلاندرين بالويس 2021 ‏ - أونو اكس برو سايكلنج تيم 2021 ‏ فرق قارية (10)- Parkhotel Valkenburg CT ‏ - بي إتش إس - بل بيتون بورنهولم 2021 ‏ - بلاك سبوك 2021 ‏ - كولوكويك 2021 ‏ - كووب 2021 ‏ - إيفوبرو ريسينغ 2021 ‏ - Global 6 United ‏ - Ribble Weldtite ‏ - فريق ريوال للدراجات 2021 ‏ - نيبو-بروفانس-بتس كونتي 2021 ‏ |  |
| |  |

## المراحل
| قائمة المراحل | قائمة المراحل | قائمة المراحل           | قائمة المراحل      | قائمة المراحل | قائمة المراحل   | قائمة المراحل |
| المرحلة       | التاريخ       | الدورة                  |                    | المسافة (كم)  | الفائز بالمرحلة | القائد العام  |
| ------------- | ------------- | ----------------------- | ------------------ | ------------- | --------------- | ------------- |
| مرحلة 1       | 19 أغسطس      | إغرسوند – Sokndal ‏      | مرحلة جبلية متوسطة | 153٫08        | إيثان هايتر     | إيثان هايتر   |
| مرحلة 2       | 20 أغسطس      | Sirdal ‏ – Fidjeland ‏    | مرحلة مستوية       | 164٫03        | إيثان هايتر     | إيثان هايتر   |
| مرحلة 3       | 21 أغسطس      | Jørpeland ‏ – Jørpeland ‏ | مرحلة جبلية متوسطة | 147٫14        | مادس بيدرسن     | إيثان هايتر   |
| مرحلة 4       | 22 أغسطس      | ستافانغر – ستافانغر     | مرحلة مستوية       | 170٫63        | Matt Walls ‏     | إيثان هايتر   |

## النتيجة

### مرحلة 1
هي مرحلة جبلية متوسطة، أقيمت في 19 أغسطس 2021، وامتدّت لمسافة 153.08 كيلومتر. فاز بالمرحلة إيثان هايتر، وكان متصدر الترتيب العام في نهاية المرحلة إيثان هايتر.
| التصنيف العام         | التصنيف العام       | التصنيف العام   | التصنيف العام               | التصنيف العام     |
| العداء                | العداء              | البلد           | الفريق                      | الوقت             |
| --------------------- | ------------------- | --------------- | --------------------------- | ----------------- |
| 1                     | إيثان هايتر         | المملكة المتحدة | Ineos Grenadiers            | 3 س 44 دقيقة 20 ث |
| 2                     | Ide Schelling ‏      | هولندا          | بورا هانسغروه               | + 5 ث             |
| 3                     | Torstein Træen ‏     | النرويج         | Uno-X Pro Cycling Team      | + 17 ث            |
| 4                     | ماتياس سكجلموس جنسن | الدنمارك        | تريك سيغافريدو              | + 23 ث            |
| 5                     | جيمس شو             | المملكة المتحدة | Ribble Weldtite Pro Cycling | + 23 ث            |
| 6                     | فيليبو غانا         | إيطاليا         | Ineos Grenadiers            | + 23 ث            |
| 7                     | مايك تيونسين        | هولندا          | Jumbo-Visma                 | + 23 ث            |
| 8                     | Kristian Aasvold ‏   | النرويج         | Coop                        | + 23 ث            |
| 9                     | ماركوس هويلجارد     | النرويج         | Uno-X Pro Cycling Team      | + 23 ث            |
| 10                    | لوكاس أريكسون       | السويد          | Riwal Cycling Team          | + 23 ث            |
| مصدر: ProCyclingStats |                     |                 |                             |                   |

### مرحلة 2
هي مرحلة بسيطة، أقيمت في 20 أغسطس 2021، وامتدّت لمسافة 164.03 كيلومتر. فاز بالمرحلة إيثان هايتر، وكان متصدر الترتيب العام في نهاية المرحلة إيثان هايتر.
| التصنيف العام         | التصنيف العام       | التصنيف العام   | التصنيف العام               | التصنيف العام     |
| العداء                | العداء              | البلد           | الفريق                      | الوقت             |
| --------------------- | ------------------- | --------------- | --------------------------- | ----------------- |
| 1                     | إيثان هايتر         | المملكة المتحدة | Ineos Grenadiers            | 8 س 00 دقيقة 42 ث |
| 2                     | Ide Schelling ‏      | هولندا          | بورا هانسغروه               | + 15 ث            |
| 3                     | مايك تيونسين        | هولندا          | Jumbo-Visma                 | + 29 ث            |
| 4                     | جيمس شو             | المملكة المتحدة | Ribble Weldtite Pro Cycling | + 33 ث            |
| 5                     | Kristian Aasvold ‏   | النرويج         | Coop                        | + 33 ث            |
| 6                     | ماركوس هويلجارد     | النرويج         | Uno-X Pro Cycling Team      | + 33 ث            |
| 7                     | ماتياس سكجلموس جنسن | الدنمارك        | تريك سيغافريدو              | + 33 ث            |
| 8                     | لوكاس أريكسون       | السويد          | Riwal Cycling Team          | + 33 ث            |
| 9                     | Torstein Træen ‏     | النرويج         | Uno-X Pro Cycling Team      | + 35 ث            |
| 10                    | Sven Erik Bystrøm ‏  | النرويج         | فريق الإمارات               | + 41 ث            |
| مصدر: ProCyclingStats |                     |                 |                             |                   |

### مرحلة 3
هي مرحلة جبلية متوسطة، أقيمت في 21 أغسطس 2021، وامتدّت لمسافة 147.14 كيلومتر. فاز بالمرحلة مادس بيدرسن، وكان متصدر الترتيب العام في نهاية المرحلة إيثان هايتر.
| التصنيف العام         | التصنيف العام       | التصنيف العام   | التصنيف العام               | التصنيف العام      |
| العداء                | العداء              | البلد           | الفريق                      | الوقت              |
| --------------------- | ------------------- | --------------- | --------------------------- | ------------------ |
| 1                     | إيثان هايتر         | المملكة المتحدة | Ineos Grenadiers            | 11 س 49 دقيقة 44 ث |
| 2                     | Ide Schelling ‏      | هولندا          | بورا هانسغروه               | + 15 ث             |
| 3                     | مايك تيونسين        | هولندا          | Jumbo-Visma                 | + 25 ث             |
| 4                     | Kristian Aasvold ‏   | النرويج         | Coop                        | + 33 ث             |
| 5                     | ماركوس هويلجارد     | النرويج         | Uno-X Pro Cycling Team      | + 33 ث             |
| 6                     | جيمس شو             | المملكة المتحدة | Ribble Weldtite Pro Cycling | + 33 ث             |
| 7                     | لوكاس أريكسون       | السويد          | Riwal Cycling Team          | + 33 ث             |
| 8                     | ماتياس سكجلموس جنسن | الدنمارك        | تريك سيغافريدو              | + 33 ث             |
| 9                     | Torstein Træen ‏     | النرويج         | Uno-X Pro Cycling Team      | + 35 ث             |
| 10                    | رومان كومبو         | فرنسا           | Team DSM                    | + 41 ث             |
| مصدر: ProCyclingStats |                     |                 |                             |                    |

### مرحلة 4
هي مرحلة بسيطة، أقيمت في 22 أغسطس 2021، وامتدّت لمسافة 170.63 كيلومتر. فاز بالمرحلة Matt Walls ‏، وكان متصدر الترتيب العام في نهاية المرحلة إيثان هايتر.
| التصنيف العام         | التصنيف العام | التصنيف العام | التصنيف العام | التصنيف العام |
| العداء                | العداء        | البلد         | الفريق        | الوقت         |
| --------------------- | ------------- | ------------- | ------------- | ------------- |
| مصدر: ProCyclingStats |               |               |               |               |

## التصنيف العام النهائي
| التصنيف العام         | التصنيف العام       | التصنيف العام   | التصنيف العام               | التصنيف العام      |
| العداء                | العداء              | البلد           | الفريق                      | الوقت              |
| --------------------- | ------------------- | --------------- | --------------------------- | ------------------ |
| 1                     | إيثان هايتر         | المملكة المتحدة | Ineos Grenadiers            | 15 س 15 دقيقة 00 ث |
| 2                     | Ide Schelling ‏      | هولندا          | بورا هانسغروه               | + 15 ث             |
| 3                     | مايك تيونسين        | هولندا          | Jumbo-Visma                 | + 25 ث             |
| 4                     | ماركوس هويلجارد     | النرويج         | Uno-X Pro Cycling Team      | + 33 ث             |
| 5                     | جيمس شو             | المملكة المتحدة | Ribble Weldtite Pro Cycling | + 33 ث             |
| 6                     | Kristian Aasvold ‏   | النرويج         | Coop                        | + 33 ث             |
| 7                     | ماتياس سكجلموس جنسن | الدنمارك        | تريك سيغافريدو              | + 33 ث             |
| 8                     | لوكاس أريكسون       | السويد          | Riwal Cycling Team          | + 33 ث             |
| 9                     | Torstein Træen ‏     | النرويج         | Uno-X Pro Cycling Team      | + 35 ث             |
| 10                    | Sven Erik Bystrøm ‏  | النرويج         | فريق الإمارات               | + 41 ث             |
| مصدر: ProCyclingStats |                     |                 |                             |                    |

### تصنيف النقاط
| تصنيف النقاط          | تصنيف النقاط      | تصنيف النقاط    | تصنيف النقاط           | تصنيف النقاط |
| العداء                | العداء            | البلد           | الفريق                 | النقاط       |
| --------------------- | ----------------- | --------------- | ---------------------- | ------------ |
| 1                     | مايك تيونسين      | هولندا          | Jumbo-Visma            | 47 نقطة      |
| 2                     | إيثان هايتر       | المملكة المتحدة | Ineos Grenadiers       | 41 نقطة      |
| 3                     | ماركوس هويلجارد   | النرويج         | Uno-X Pro Cycling Team | 35 نقطة      |
| 4                     | توش فان دير ساندي | بلجيكا          | لوتو سودال             | 34 نقطة      |
| 5                     | Ide Schelling ‏    | هولندا          | بورا هانسغروه          | 32 نقطة      |
| مصدر: ProCyclingStats |                   |                 |                        |              |

### تصنيف الجبال
| تصنيف الجبال          | تصنيف الجبال             | تصنيف الجبال | تصنيف الجبال           | تصنيف الجبال |
| العداء                | العداء                   | البلد        | الفريق                 | النقاط       |
| --------------------- | ------------------------ | ------------ | ---------------------- | ------------ |
| 1                     | Anthon Charmig ‏          | الدنمارك     | Uno-X Pro Cycling Team | 22 نقطة      |
| 2                     | Olav Hjemsæter ‏          | النرويج      | Coop                   | 14 نقطة      |
| 3                     | Nils Lau Nyborg Broge ‏   | الدنمارك     | BHS-PL Beton Bornholm  | 12 نقطة      |
| 4                     | Mads Rahbek ‏             | الدنمارك     | BHS-PL Beton Bornholm  | 9 نقطة       |
| 5                     | Emil Schandorff Iwersen ‏ | الدنمارك     | BHS-PL Beton Bornholm  | 8 نقطة       |
| مصدر: ProCyclingStats |                          |              |                        |              |

## تصنيف الفرق

### الفرق حسب الوقت
| تصنيف الفرق حسب الوقت | تصنيف الفرق حسب الوقت    | تصنيف الفرق حسب الوقت | تصنيف الفرق حسب الوقت |
| الفريق                | الفريق                   | البلد                 | الوقت                 |
| --------------------- | ------------------------ | --------------------- | --------------------- |
| 1                     | Uno-X Pro Cycling Team   | النرويج               | 45 س 46 دقيقة 58 ث    |
| 2                     | Riwal Cycling Team       | الدنمارك              | + 16 ث                |
| 3                     | Team DSM                 | هولندا                | + 39 ث                |
| 4                     | Ineos Grenadiers         | المملكة المتحدة       | + 2 دقيقة 29 ث        |
| 5                     | Sport Vlaanderen-Baloise | بلجيكا                | + 3 دقيقة 28 ث        |
| مصدر: ProCyclingStats |                          |                       |                       |

## تصانيف فرعية

### تصنيف أفضل شاب
| تصنيف أفضل شاب        | تصنيف أفضل شاب      | تصنيف أفضل شاب          | تصنيف أفضل شاب | تصنيف أفضل شاب     |
| العداء                | العداء              | البلد                   | الفريق         | الوقت              |
| --------------------- | ------------------- | ----------------------- | -------------- | ------------------ |
| 1                     | ماتياس سكجلموس جنسن | الدنمارك                | تريك سيغافريدو | 15 س 15 دقيقة 33 ث |
| 2                     | مارك دونوفان        | المملكة المتحدة         | Team DSM       | + 20 ث             |
| 3                     | نيوزيلندا           | Black Spoke Pro Cycling | + 47 ث         |                    |
| 4                     | Meindert Weulink ‏   | هولندا                  | À Bloc CT      | + 49 ث             |
| 5                     | Andreas Leknessund ‏ | النرويج                 | Team DSM       | + 1 دقيقة 10 ث     |
| مصدر: ProCyclingStats |                     |                         |                |                    |

## وصلات خارجية
- الموقع الرسمي
- لمحة عن سباق طواف النرويج 2021 على موقع  ProCyclingStats   (برو  سايكلنج  ستاتس) - إحصاءات  محترفي  الدراجات.
- طواف النرويج 2021 على موقع إحصائيات الدراجات الإحترافية (الإنجليزية)